# 中國東方航空5510號班機空難
中國東方航空5510號班機空難是指1989年8月15日，機身註冊編號為B-3417的一架安-24執飛該班機時，在虹橋機場起飛時因引擎故障墜毀於距機場約240米的周家浜的事件，該事故造成34人遇難，僅6人生還。

## 事故經過
中國東方航空5510號班機是一班由上海市飛往南昌市的國內航班。
涉事的班機載有32名乘客和8名機組人員，由一架1973年製造，生產序列號為37309006的安-24執行。15時46分，這架安-24從上海虹橋機場由南向北起飛，但在起飛過程中，飛機的右側發動機突然發生故障，機組並未中止起飛，而是採取措施修正偏轉問題，但此舉無濟於事，飛機最終衝出跑道，向右傾斜並接地。飛機隨即衝過護場溝，墜入一條河中。
事發後，虹橋機場公安處民警率先趕往事發現場，救出位於機尾的6名生還者，而遇難者遺體及飛機殘骸、行李貨物等在12小時內被打撈上岸，虹橋機場恢復正常運行。